# 李真 (物理学家)
李真（1986年—），江苏南通人，模拟集成电路专家，麻省理工学院江浙校友会副会长，2004年亚洲、国际物理奥赛双料金牌得主。

## 生平
1986年出生于江苏南通，2000年在第十届希望杯全国数学邀请赛初中组比赛中获得金牌。2004年4月，第5届亚洲物理奥赛在越南河内举行，李真荣获金牌。2004年7月，在韩国浦项的第35届国际物理奥林匹克竞赛中，江苏省启东中学高三学生李真获金牌。2004年9月，免试进入清华大学数理基础科学班学习。2005年，清华大学杨振宁教授推荐赴美国麻省理工学院深造，称李真为“我所见过的最优秀的2、3个年轻物理学家之一”。